# CDT Real Oruro
Club Deportivo Totora Real Oruro ist ein bolivianischer Fußballverein aus Oruro. Der Klub wird auch als El Rojo Carmesí bezeichnet und stieg 2024 zum ersten Mal in die Liga de Fútbol Profesional Boliviano auf.

## Geschichte
Real Oruro wurde 1962 als Deportivo Totora gegründet und spielte viele Jahrzehnte im Amateurfußball. Im Februar 2022 änderte der Verein den Namen in seinen heutige Namen und erreichte in diesem Jahr als Dritter der Oruro Primera A zum ersten Mal die Copa Simón Bolívar. Dort unterlag das Team Empresa Minera Huanuni. In der Saison 2023 wurde Real Oruro Meister der Oruro Primera A und qualifizierte sich erneut für die Copa Simón Bolívar. Dort erreichte das Team nach einem Halbfinalsieg über Universitario de Sucre das Finale gegen ABB, verlor dieses im Gesamtergebnis mit 2:3 und musste in der Relegation gegen Erstligist Royal Pari FC antreten. Nach einer klaren 0:4-Hinspielniederlage führte Oruro im Rückspiel mit 3:0, als Royal Pari nach einer umstrittenen Elfmeterentscheidung das Feld verließ und es so zum Spielabbruch kam. Der Verband entschied das Spiel zugunsten von Real Oruro, das damit zum ersten Mal in seiner Vereinsgeschichte in die höchste Spielklasse aufgestiegen war. Das Sportgericht TDD des Verbandes FBF bestätigte am 7. Januar 2025 die Entscheidung.

## Stadion
CDT Real Oruro trägt seine Heimspiele im Estadio Jesús Bermúdez in Oruro aus. Das 1955 eröffnete Stadion umfasst 33.000 Plätze.